# Эдлинд, Луиза
Сандра Луиза Мод Эдлинд Фриберг (швед. Sandra Louise Maud Edlind Friberg; род. 15 июля 1946[…], Оскар) — шведская актриса, модель и политик.

## Биография
Родилась 15 июля 1946 года в Стокгольме, дочь врача Йорана Эдлинда (1915—1990) и политика и президента автомобильного профсоюза Бритт Эдлинд (1921—2006), внучка архитектора Карла Мелина (1877—1960). В 1964 году снималась в детском сериале «Мы — на острове Сальткрока», в роли Малин Мелкерссон, сериал часто транслируется на шведском телевидении. Автором сценария была Астрид Линдгрен. В 1969 году окончила Шведскую национальную академию пантомимы и актерского мастерства. Снялась в около 600 эпизодах телесериала "Друзья и враги.
Получила положительные отзывы за роль в фильме «Ле-Ман» 1971 года со Стивом Маккуином в главной роли. В 1971 году снялась в фильме «Lockfågeln». В 1994 году снялась в клипе «Byns enda blondin» группы Sven-Ingvars. С 1996 по 1999 год играла главную роль в мыльной опере «Vänner och fiender».
С 1966 года была замужем за доцентом Стеном Фрибергом до его смерти в 2017 году.

## Политическая деятельность
Член партии Либералов. С 2003 года заместитель в Риксдаге, с 1 января 2006 года член парламента. Была исключена из Риксдага после неудачных выборов 2006 года. В настоящее время является представителем Фонда общества Стриндберга.

## Фильмография
- 1964 — Vi på Saltkråkan
- 1964 — Tjorven, Båtsman och Moses
- 1965 — Tjorven och Skrållan
- 1966 — Tjorven och Mysak
- 1967 — Skrållan, Ruskprick och Knorrhane
- 1968 — Vi på Saltkråkan
- 1971 — Lockfågeln
- 1971 — Le Mans
- 1996—1999 — Vänner och fiender
- 2007 — Barnvakten
- 2010 — Morden i Sandhamn
- 2010 — Psalm 21
- 2013 — Stugan i skuggan
- 2019 — Quicksand

## Роли в театре
- 1986 — Владелец отеля[англ.][11]
- 1987 — Ого, еще один![швед.][12]
- 1989 — Паника в клинике[швед.][13]
- 1992 — Мадикен[14].